# Lawrence E. Spivak
Pour les articles homonymes, voir Spivak.
Lawrence Edmund Spivak, né le 11 juin 1900 et mort le 9 mars 1994, est un journaliste et homme de presse américain. Il est particulièrement connu pour être le cofondateur, producteur et animateur de l'émission politique Meet the Press diffusée depuis 1947 sur le réseau de télévision NBC.
Propriétaire et éditeur de la revue The American Mercury, il lance en 1945, avec la journaliste Martha Rountree, l'émission radiophonique d'information The American Mercury Presents: Meet the Press sur Mutual, qui deviendra deux années plus tard l'émission de télévision Meet the Press.